# Marie Andree-Eysn
Marie Andree-Eysn, geboren als Marie Eysn (* 11. November 1847 in Horn, Kaisertum Österreich; † 13. Januar 1929 in Berchtesgaden) war eine österreichische Volkskundlerin, Botanikerin und Sammlerin. Sie gilt als die Begründerin der Wallfahrtsforschung.

## Leben und Wirken
Marie Eysn kam 1847 als Tochter des wohlhabenden Kaufmanns Alois Eysn und seiner Frau Anna Eysn im niederösterreichischen Horn zur Welt. Ihre Mutter war eine Tochter von Leinwandhändler Florian Pollack und Margareta Bunzender aus Linz. Um 1860 zog die Familie nach Salzburg. Marie Eysn erhielt Privatunterricht und bildete sich außerdem autodidaktisch weiter, vor allem auf dem Gebiet der Botanik. Hierbei wurde sie durch freundschaftlichen Umgang mit der Familie des Botanikers Anton Kerner von Marilaun beeinflusst. Sie sammelte im Umland Salzburgs Alpenpflanzen und erstellte ein phanerogames Herbarium. Von 1887 bis 1891 unterstützte sie Kerner von Marilaun bei seinem Werk „Schedae ad floram exsiccatam Austro-Hungaricam“, für das sie über 1.200 Belege erbrachte. Dem Salzburger Naturkundemuseum schenkte sie eine selbst zusammengestellte Algensammlung. Neben den Naturwissenschaften interessierte sich auch für Textilien und trug eine bedeutende Spitzen-Sammlung zusammen. Ein weiteres Interessengebiet von Eysn war die Geschichte, so war sie unter anderem an den Pfahlbauforschungen des Archäologen Matthäus Much am Mondsee beteiligt.
1903 heiratete Eysn mit 56 Jahren den Geographen und Ethnographen Richard Andree, mit dem sie bis zu seinem Tod in München lebte. Im gleichen Jahr konvertierte sie vom römisch-katholischen zum evangelischen Glauben. Ihre Forschungen konzentrierten sich nun auf Zeugnisse der Volksfrömmigkeit, sie sammelte Votive und Amulette und unterstützte ihren Mann bei seiner Schrift „Votive und Weihegaben des katholischen Volkes in Süddeutschland“ (1904). Sie betrieb umfangreiche volkskundliche Studien und veröffentlichte 1910 ihr Hauptwerk „Volkskundliches aus dem bayrisch-österreichischen Alpengebiet“, auf Grund dessen sie als Begründerin der Wallfahrtsforschung betrachtet wird. Einen großen Teil der dazugehörigen Votivsammlung vermachte sie im gleichen Jahr dem Berliner Volkskundemuseum (damals „Königliche Sammlung für deutsche Volkskunde in Berlin“). Schon zuvor hatte sie dem Museum verschiedene Einzelstücke und Sammlungen geschenkt und war 1907 zum Ehrenmitglied des Museumsvereins ernannt worden.
Nach dem Tod ihres Mannes 1912 und dem Ersten Weltkrieg war Andree-Eysn in Folge der Inflation zum ersten Mal mittellos. Sie verkaufte Teile ihrer Sammlungen an Museen, um ihren Lebensunterhalt zu bestreiten. Rupprecht von Bayern stellte ihr eine Wohnung in der Villa Brandholzlehen in Berchtesgaden zur Verfügung, wo sie ihren Lebensabend verbrachte. In Zusammenarbeit mit dem Volkskundler Rudolf Kriß entstand in dieser Zeit die Grundlage einer religiösen Volkskundesammlung, die später an das Bayerische Nationalmuseum ging. 1920 wurde Andree-Eysn zum Ehrenmitglied des Vereins für Volkskunde in Wien ernannt. Sie starb 1929 mit 81 Jahren in Berchtesgaden und wurde nach einer evangelischen Feuerbestattung in München im Grab ihrer Eltern auf dem Salzburger Stadtfriedhof beigesetzt.

## Publikationen (Auswahl)
- Marie Eysn: Über alte Steinkreuze und Kreuzsteine in der Umgebung Salzburgs (mit 6 Abbildungen). In: Zeitschrift für österreichische Volkskunde. 3. Jg., F. Tempsky, Wien und Prag 1897, S. 65–78 (online).
- Marie Eysn: Aus vergangenen Tagen. In: 7. Jahresbericht des Sonnblickvereines für das Jahr 1898. Wien 1898, S. 1–8.
- Marie Eysn: Hag und Zaun im Herzogthum Salzburg (mit 26 Textabbildungen). In: Zeitschrift für österreichische Volkskunde. 4. Jg., F. Tempsky, Wien und Prag 1898, S. 273–289 (online).
- Marie Eysn: Das Frautragen im Salzburgischen. In: Zeitschrift des Vereins für Volkskunde. 9. Jg., Berlin 1899, S. 154-157 (online).
- Marie Andree-Eysn: Die Perchten im Salzburgischen. In: Archiv für Anthropologie. Neue Folge. Bd. III, Friedrich Vieweg und Sohn, Braunschweig 1905, S. 122–141 (online).
- Marie Andree-Eysn: Die Perchten im Salzburgischen. In: Sonderdruck aus dem Archiv für Anthropologie. Neue Folge. III. Band, 2. Heft, Friedrich Vieweg und Sohn, Braunschweig 1905 (online).
- Marie Andree-Eysn: Der Birnbaum auf dem Walserfelde. In: Bayerische Hefte für Volkskunde. 2. Jg., H. 4 (1915), S. 13(185)–16(188) (online).